# Сірчанокислотне вивітрювання
Сірчанокисло́тне виві́трювання — процес хімічного вивітрювання, що відбувається під впливом кисню і води. В результаті сірчанокислотного вивітрювання утворюються водорозчинні сполуки. Відбувається за наступною схемою:
2FeS2 + 7O2 + 2H2O = 2FeSO4 + 2H2SO4;
FeSO4 = Fe2+ + SO42-;
H2SO4 = 2H+ + SO42-.